# Невьянский муниципальный округ
Невья́нский муниципа́льный о́круг — муниципальное образование в Свердловской области России. Относится к Горнозаводскому управленческому округу. Административный центр — город Невьянск.
Официальное полное название муниципального образования — Невьянский муниципальный округ Свердловской области.
С точки зрения административно-территориального устройства области, Невьянский муниципальный округ вместе с городским округом Верх-Нейвинский находятся в границах Невьянского района.

## География
Невьянский муниципальный округ расположен в юго-западной части Свердловской области, в южной части части Горнозаводского округа. Площадь Невьянского муниципального округа — 1957,94 км², что составляет чуть более 1 % общей площади области. По площади Невьянский муниципальный округ крупнее двух регионов страны — городов федерального значения Санкт-Петербурга и Севастополя. Площадь Невьянского муниципального округа составляет приблизительно 97,55 % площади Невьянского района, в границах которого образован округ. Остальные 2,45 % площади района занимает соседний городской округ Верх-Нейвинский.
Невьянский муниципальный округ протянулся с севера на юг. Через него в этом же направлении проходит Серовский тракт и два участка железнодорожной ветки Нижний Тагил — Екатеринбург. Окружной центр — город Невьянск — расположен в северной части муниципального образования. Из Невьянска ведут местные автодороги в направлении Верхней Пышмы (Старый Верхотурский тракт), Режа, Кировграда и Таволог. В пределах округа эти дороги соединяют бо́льшую часть его населённых пунктов. Часть населённых пунктов находится на юге Невьянского округа, в окрестностях озера Таватуй.
Невьянский муниципальный округ расположен к северо-востоку и востоку от Уральского хребта, в пределах Среднего Урала. Через муниципальный округ протекает река Нейва бассейна Оби. В районе Невьянска на реке образован Невьянский пруд. В границах муниципального округа в Нейву впадают малые реки-притоки: Горелка, Северная Шуралка, Белая, Ольховка, Ближняя Быньга, Дальняя Быньга, Таволга, Сербишная и др.
В восточной части Невьянского муниципального округа расположено крупное Аятское озеро площадью 28,3 км². Из озера вытекает река Аять и в пределах муниципального округа, сливаясь с рекой Большой Сап, образует реку Реж. В окрестностях Аятского озера расположено множество болот, особенно вблизи берегов реки Шайтан, которая протекает по преимущественно лесной части муниципального округа и впадает в озеро на юго-востоке.
В средней части Невьянского муниципального округа, которая занята лесом и в которой нет населённых пунктов, есть несколько малых по площади озёр: Красилово, Белоусово, Пронино, Вшивое и др.
Озеро Таватуй площадью 21,2 км² расположено в южной части муниципального округа. Оно является наиболее привлекательным водоёмом в окрестностях Екатеринбурга и Среднего Урала в целом. По восточному берегу озера и далее на север тянется цепь гор, образуя останцовые скальные выходы Верх-Исетского гранитного массива: Вороний Камень, Семь Братьев и Одна Сестра,  Стожок, Три Сестры и др.
На юге Невьянского муниципального округа, за участком железной дороги, проходящим в этом месте с юго-востока на северо-запад, расположены горы Уральского хребта и его восточного склона: Берёзовая, Высокая, Чернижная и др. В горной местности встречаются множество скальных выходов, которые привлекают путешественников. Среди них наиболее известны Кырманские скалы и Кобылья Голова. 
Все малые реки Невьянского муниципального округа в основном относятся к бассейну реки Оби, но в юго-западной части муниципального округа есть истоки малых речек бассейна Волги, что свидетельствует о прохождении здесь водораздела Уральских гор.
Невьянский муниципальный округ граничит с другими муниципальными образованиями Свердловской области:
- на севере — с муниципальным округом Горноуральский,
- на востоке — с Режевским муниципальным округом,
- на юго-востоке — с городским округом Верхняя Пышма,
- на юге — с муниципальным округом Первоуральск,
- на юго-западе — с Новоуральским городским округом,
- на западе — с городским округом Верх-Нейвинский и Кировградским муниципальным округом.

## История
В 1996 году на территории города Невьянска и Невьянского района было создано муниципальное образование Невьянский район. В него не вошёл рабочий посёлок Верх-Нейвинский, который был выделен в самостоятельное муниципальное образование под названием посёлок Верх-Нейвинский. 16 ноября 1996 года муниципальные образования были включены в областной реестр.
С 31 декабря 2004 года законом Свердловской области от 12 октября 2004 года № 112 муниципальному образованию Невьянский район был присвоен статус городского округа. Рабочие посёлки Аять, Калиново, Цементный и дачный посёлок Таватуй были преобразованы в сельские населённые пункты.
Законом Свердловской области от 27 декабря 2004 года № 210-ОЗ город Невьянск, ранее относившийся к городам областного подчинения, был включён в состав Невьянского административного района. Закон вступил в силу через 10 дней после официального опубликования.
1 января 2006 года муниципальное образование Невьянский район было переименовано в Невьянский городской округ.
В июле 2012 года неподалёку от посёлка Аник в лесном овраге были найдены бочки с большим количеством человеческих эмбрионов.
С 1 октября 2017 года посёлок Таватуй (упраздняемого Аятского поссовета) согласно областному закону № 35-ОЗ был преобразован в село. Посёлок железнодорожной станции Шурала был преобразован в посёлок (без уточнения).
В декабре 2018 года был упразднён посёлок Горельский.
В декабре 2019 года были упразднены посёлки Плотина и Холмистый. Последний вошёл в состав города Невьянска.
С 1 января 2025 года законом Свердловской области от 26 марта 2024 гола № 24-ОЗ Невьянский городской округ был преобразован в муниципальный округ.

## Население
| 2010    | 2011    | 2012    | 2013    | 2014    | 2015    |
| ------- | ------- | ------- | ------- | ------- | ------- |
| 42 742  | ↘42 697 | ↘42 689 | ↘42 406 | ↘42 273 | ↗42 276 |
| 2016    | 2017    | 2018    | 2019    | 2020    | 2021    |
| ↘41 830 | ↘41 451 | ↘41 171 | ↘40 584 | ↘40 350 | ↘37 520 |
| 2023    |         |         |         |         |         |
| ↘37 238 |         |         |         |         |         |

## Состав муниципального округа
| №  | Населённый пункт    | Тип населённого пункта        | Население |
| -- | ------------------- | ----------------------------- | --------- |
| 1  | Аник                | посёлок                       | ↗6        |
| 2  | Аятское             | село                          | ↘568      |
| 3  | Аять                | посёлок                       | ↘781      |
| 4  | Быньги              | село                          | ↘2216     |
| 5  | Быньговский         | посёлок                       | ↘28       |
| 6  | Вересковый          | посёлок                       | ↘290      |
| 7  | Верхние Таволги     | деревня                       | ↗156      |
| 8  | Гашени              | деревня                       | ↗6        |
| 9  | Забельный           | посёлок                       | ↘128      |
| 10 | Калиново            | посёлок                       | ↘1732     |
| 11 | Киприно             | село                          | ↘296      |
| 12 | Конёво              | село                          | ↘524      |
| 13 | Корелы              | село                          | ↘41       |
| 14 | Кунара              | село                          | ↘113      |
| 15 | Невьянка            | деревня                       | ↗14       |
| 16 | Невьянск            | город, административный центр | ↘22 030   |
| 17 | Невьянский Рыбзавод | посёлок                       | ↘1        |
| 18 | Нижние Таволги      | деревня                       | ↗377      |
| 19 | Осиновка            | деревня                       | ↘116      |
| 20 | Осиновский          | посёлок                       | ↘12       |
| 21 | Приозёрный          | посёлок                       | ↘10       |
| 22 | Пьянково            | деревня                       | ↗44       |
| 23 | Ребристый           | посёлок                       | ↗912      |
| 24 | Сербишино           | деревня                       | ↘26       |
| 25 | Середовина          | посёлок                       | ↘239      |
| 26 | Сосновка            | деревня                       | ↗7        |
| 27 | Таватуй             | посёлок                       | ↘398      |
| 28 | Таватуй             | село                          | ↘398      |
| 29 | Таватуйский Детдом  | посёлок                       | ↘13       |
| 30 | Ударник             | посёлок                       | ↘101      |
| 31 | Федьковка           | село                          | ↘155      |
| 32 | Цементный           | посёлок                       | ↘5022     |
| 33 | Шайдуриха           | село                          | ↘346      |
| 34 | Шурала              | посёлок                       | ↘49       |
| 35 | Шурала              | село                          | ↗477      |